# Neoduma albisparsa
Neoduma albisparsa är en fjärilsart som beskrevs av George Francis Hampson 1914. Neoduma albisparsa ingår i släktet Neoduma och familjen björnspinnare. Inga underarter finns listade i Catalogue of Life.